# 山中純子
山中 純子（やまなか じゅんこ）は、日本の女性アニメーター、キャラクターデザイナー。兵庫県出身。フリー。

## 来歴・人物
高校卒業後、アニメーション関連の専門学校を経てゆめ太カンパニーに入社する。その後、同社を退社し、フリーランスとなった。
2000年ごろより、アニメーターの須藤昌朋と連名でキャラクターデザインなどを担当するようになる。

## 参加作品

### テレビアニメ
1995年
- ナースエンジェルりりかSOS（1995年 - 1996年、動画）

1996年
- 忍たま乱太郎（動画）
- 名探偵コナン（1996年 - 、原画、作画監督補、作画監督、OP・ED作画監督、デザインワークス、キャラクターデザイン〈3代目〉）
- 地獄先生ぬ〜べ〜（1996年 - 1997年、原画）
- るろうに剣心 -明治剣客浪漫譚-（1996年 - 1998年、原画）

1997年
- 少女革命ウテナ（動画）

1998年
- LEGEND OF BASARA（原画、動画検査）

2000年
- とっとこハム太郎（2000年 - 2008年、キャラクターデザイン、作画監督、原画、OP・ED原画）

2004年
- 愛してるぜベイベ★★（キャラクターデザイン、OP・ED作画監督）
- tactis（2004年 - 2005年、原画、OP原画）

2005年
- エンジェル・ハート（2005年 - 2006年、作画監督、デザインワークス）

2006年
- 格闘美神 武龍 REBIRTH（ED原画）
- 史上最強の弟子ケンイチ（2006年 - 2007年、キャラクターデザイン、作画監督、OP作画監督、ED作画監督、ED原画）

2007年
- ひとひら（キャラクターデザイン）

2008年
- イタズラなKiss（原画）

2009年
- ルパン三世VS名探偵コナン（作画監督、デザインワークス）

2010年
- 学園黙示録 HIGHSCHOOL OF THE DEAD（作画監督）
- おとめ妖怪 ざくろ（作画監督）

2011年
- 戦国乙女〜桃色パラドックス〜（作画監督）
- カードファイト!! ヴァンガード（デザインワークス）
- まじっく快斗（原画）

2012年
- BRAVE10（原画）
- ZETMAN（原画）
- LUPIN the Third -峰不二子という女-（OP原画）
- 神様はじめました（キャラクターデザイン、総作画監督、作画監督、OP・ED作画監督）

2013年
- カードファイト!! ヴァンガード リンクジョーカー編（デザインワークス・ED3原画）
- DIABOLIK LOVERS（作画監督、OP原画）
- ルパン三世 princess of the breeze 〜隠された空中都市〜（作画監督）
- 弱虫ペダル（原画）

2014年
- とある飛空士への恋歌（作画監督）
- 僕らはみんな河合荘（サブキャラクターデザイン、総作画監督、作画監督）
- それでも世界は美しい（総作画監督、作画監督、原画）

2015年
- 神様はじめました◎（キャラクターデザイン、総作画監督）
- 青春×機関銃（キャラクターデザイン、総作画監督）
- 実は私は（総作画監督、作画監督）

2016年
- SERVAMP-サーヴァンプ-（キャラクターデザイン、総作画監督、OP・ED総作画監督）
- 信長の忍び（キャラクターデザイン、総作画監督）
- ReLIFE（キャラクターデザイン、総作画監督）

2017年
- 信長の忍び〜伊勢・金ヶ崎篇〜（キャラクターデザイン、総作画監督）
- イケメン戦国 時をかけるが恋は始まらない（キャラクターデザイン）

2019年
- 明治東亰恋伽（キャラクターデザイン、作画監督、総作画監督）
- この音とまれ!（キャラクターデザイン、総作画監督）
- Dr.STONE（作画監督、総作画監督）

2021年
- SCARLET NEXUS（総作画監督）
- ルパン三世 PART6（2021年 - 2022年、作画監督、原画）

2022年
- 名探偵コナン 本庁の刑事恋物語～結婚前夜～（キャラクターデザイン）
- ラブライブ!スーパースター!!（作画監督）

2024年
- ゆるキャン△ SEASON3（作画監督）

### 劇場アニメ
1994年
- 餓狼伝説 -THE MOTION PICTURE-（動画）
- スラムダンク 全国制覇だ! 桜木花道（動画）

1999年
- 名探偵コナンシリーズ（1999年 - 2023年）
  - 名探偵コナン 世紀末の魔術師（1999年、デザインワークス、作画監督、原画、動画チェッカー）
  - 名探偵コナン 瞳の中の暗殺者（2000年、デザインワークス、作画監督）
  - 名探偵コナン 天国へのカウントダウン（2001年、原画）
  - 名探偵コナン ベイカー街の亡霊（2002年、作画監督）
  - 名探偵コナン 迷宮の十字路（2003年、作画監督）
  - 名探偵コナン 銀翼の奇術師（2004年、デザインワークス、作画監督）
  - 名探偵コナン 水平線上の陰謀（2005年、デザインワークス、作画監督）
  - 名探偵コナン 探偵たちの鎮魂歌（2006年、デザインワークス、作画監督）
  - 名探偵コナン 紺碧の棺（2007年、デザインワークス、作画監督）
  - 名探偵コナン 戦慄の楽譜（2008年、デザインワークス、作画監督、原画）
  - 名探偵コナン 漆黒の追跡者（2009年、デザインワークス、作画監督、原画）
  - 名探偵コナン 天空の難破船（2010年、デザインワークス、作画監督、原画）
  - 名探偵コナン 沈黙の15分（2011年、原画）
  - 名探偵コナン 11人目のストライカー（2012年、原画）
  - 名探偵コナン 絶海の探偵（2013年、原画）
  - 名探偵コナン 異次元の狙撃手（2014年、作画監督補佐）
  - 名探偵コナン 業火の向日葵（2015年、作画監督補佐）
  - 名探偵コナン 純黒の悪夢（2016年、原画）
  - 名探偵コナン 緋色の不在証明（2021年、原画）
  - 名探偵コナン 灰原哀物語〜黒鉄のミステリートレイン〜（2023年、キャラクターデザイン、原画）

2001年
- 劇場版 とっとこハム太郎シリーズ（2001年 - 2004年、キャラクターデザイン、総作画監督）
  - 劇場版 とっとこハム太郎 ハムハムランド大冒険（2001年）
  - 劇場版 とっとこハム太郎 ハムハムハムージャ! 幻のプリンセス（2002年）
  - 劇場版 とっとこハム太郎 ハムハムグランプリン オーロラ谷の奇跡 リボンちゃん危機一髪!（2003年）
  - 劇場版 とっとこハム太郎 はむはむぱらだいちゅ! ハム太郎とふしぎのオニの絵本塔（2004年）

2005年
- 甲虫王者ムシキング グレイテストチャンピオンへの道（キャラクターデザイン、作画監督）

2008年
- それいけ!アンパンマンシリーズ（2008年 - 2013年、原画）
  - それいけ!アンパンマン 妖精リンリンのひみつ（2008年）
  - それいけ!アンパンマン だだんだんとふたごの星（2009年）
  - それいけ!アンパンマン ブラックノーズと魔法の歌（2010年）
  - それいけ!アンパンマン すくえ! ココリンと奇跡の星（2011年）
  - それいけ!アンパンマン よみがえれ バナナ島（2012年）
  - それいけ!アンパンマン とばせ! 希望のハンカチ（2013年）

2010年
- おまえうまそうだな（作画監督）

2013年
- 劇場版 銀魂 完結篇 万事屋よ永遠なれ（原画）

2018年
- 劇場版 SERVAMP-サーヴァンプ- -Alice in the Garden-（キャラクターデザイン、総作画監督）

2023年
- ルパン三世VSキャッツ・アイ（キャラクターデザイン）

### OVA
1999年
- 青山剛昌短編集（原画）

2001年
- ハム太郎のおたんじょうび -ママをたずねて三千てちてち-（キャラクターデザイン、作画監督）

2003年
- 名探偵コナンシリーズ（2003年 - 2009年、キャラクターデザイン）
  - 名探偵コナン コナンと平次と消えた少年（2003年）
  - 名探偵コナン 阿笠からの挑戦状! 阿笠vsコナン&少年探偵団（2007年）
  - 名探偵コナン 女子高生探偵 鈴木園子の事件簿（2008年）
  - 名探偵コナン 工藤新一 謎の壁と黒ラブ事件（2008年）
  - 名探偵コナン 10年後の異邦人（2009年）
  - 名探偵コナン 新一と蘭・麻雀牌と七夕の思い出（2009年）

2012年
- まりもの花 〜最強武闘派小学生伝説〜（キャラクターデザイン、作画監督）

### Webアニメ
2017年
- 佐賀県を巡るアニメーション「おかえり 故郷の唐津」「ただいま 思い出の佐賀」（キャラクターデザイン、総作画監督）